# Cameron Good
Cameron Good (1986) es un deportista australiano que compitió en triatlón. Ganó una medalla de bronce en el Campeonato de Oceanía de Triatlón de 2011.

## Palmarés internacional
| Campeonato de Oceanía | Campeonato de Oceanía      | Campeonato de Oceanía | Campeonato de Oceanía |
| Año                   | Lugar                      | Medalla               | Prueba                |
| --------------------- | -------------------------- | --------------------- | --------------------- |
| 2011                  | Wellington (Nueva Zelanda) | Medalla de bronce     | Individual            |